# Best Sky
『Best Sky』（ベスト・スカイ）は、2001年5月23日に発売されたサニーデイ・サービス通算1作目のベスト・アルバム。

## 解説
1994年から2000年までに発表された7枚のオリジナル・アルバムから選曲されたベスト・アルバム。アルバム未収録作品集のベスト・アルバム『Best Flower -B side collection-』と同時発売された。
全曲リマスタリング、初回限定パッケージ。一部店舗では数量限定で購入者特典として、小冊子“Best Sky Photo Book”がプレゼントされた。

## 収録曲
1. 青春狂走曲  –  (3:20)
2. スロウライダー  –  (4:49)
3. 恋におちたら  –  (4:44)
4. シルバー・スター  –  (5:15)
5. baby blue  –  (3:42)
6. NOW  –  (3:24)
7. 恋はいつも  –  (4:33)
8. 雨の土曜日  –  (3:55)
9. 虹の午後に  –  (4:11)
10. あじさい  –  (4:21)
11. 夜のメロディ  –  (4:41)
12. サマー・ソルジャー  –  (6:17)
13. 若者たち  –  (3:35)

## クレジット
| ALL SONGS WRITTEN BY KEIICHI SOKABE |
|                                     |
| SUNNY DAY SERVICE                   |
| 曽我部恵一 VOCAL, GUITAR            |
| 田中貴 BASS                         |
| 丸山晴茂 DRUMS                      |
|                                     |
| Additional Keyboards 高野勲         |
|                                     |
| Mastering 北村秀治                  |
|                                     |
| Cover Photo HIROMIX                 |
| Inner Photo 岡村マキ                |
| Art Direction Floppy Disco          |
| Directed by 渡邊文武                |
| A&R 高崎里美子、折茂治彦            |
|                                     |
| Executive Producer 大蔵博           |

## リリース日一覧
| 地域 | リリース日    | レーベル | 規格 | カタログ番号 | 備考               |
| ---- | ------------- | -------- | ---- | ------------ | ------------------ |
| 日本 | 2001年5月23日 | MIDI     | CD   | MDCL-1407    | 初回限定パッケージ |
| 日本 | 2001年6月25日 | MIDI     | 2LP  | CXLP-1039/40 | 限定プレス         |